# Ферозі (футбольний клуб)
Футбольний клуб «Ферозі», раніше відомий під назвою Кабул Банк — афганський футбольний клуб з Кабула. Клуб був заснований 2004 році. З 2021 року клуб грає в Прем'єр-лізі Кабула, а до цього грав у Прем'єр-лізі Афганістану. У 2007 і 2013 роках клуб посів у Прем'єр-лізі Кабула друге місце, та тричі в 2009, 2010 і 2012 роках вигравав Прем'єр-лігу Кабула.